# Le Sappey-en-Chartreuse
Le Sappey-en-Chartreuse település Franciaországban, Isère megyében. Lakosainak száma 1154 fő (2022. január 1.). Le Sappey-en-Chartreuse Saint-Pierre-de-Chartreuse, Biviers, Corenc, Meylan, Quaix-en-Chartreuse, Saint-Ismier és Sarcenas községekkel határos.

## Népesség
A település népességének változása:
| Lakosok száma | 285  | 557  | 762  | 1007 | 1110 | 1119 | 1121 | 1133 | 1133 | 1154 |
|               | 1968 | 1982 | 1990 | 2006 | 2013 | 2015 | 2017 | 2019 | 2020 | 2022 |